# 蒙泰费尔奇诺
蒙泰费尔奇诺（義大利語：Montefelcino），是意大利佩萨罗-乌尔比诺省的一个市镇。总面积38.69平方公里，人口2805人，人口密度72.5人/平方公里（2008年）。ISTAT代码为041034。